# Cosmioconcha helenae
Cosmioconcha helenae is een slakkensoort uit de familie van de Columbellidae. De wetenschappelijke naam van de soort is voor het eerst geldig gepubliceerd in 1983 door Costa.